# Somos as Lalaloopsy
Somos as Lalaloopsy (em inglês: We're Lalaloopsy) é uma série de desenho animado americana produzido pela MGA Entertainment, Splash Entertainment e Netflix. Esta série é baseada nas bonecas Lalaloopsy da MGA Entertainment, e é um spin-off da série original Lalaloopsy. É exibido pela Netflix em 10 de janeiro de 2017.

## Enredo
Somos as Lalaloopsy é sobre um grupo de bonecas de pano chamado Lalaloopsies se divertindo e aventuras em Lalaloopsy Land.

## Personagens

### Personagens principais
- Rosy Bumps 'N' Bruises (azul-celeste)
- Spot Splatter Splash (âmbar)
- Jewel Sparkles (rosa)
- Storm E. Sky (púrpura)
- Crumbs Sugar Cookie (magenta)
- Dot Starlight (amarelo)

### Personagens recorrentes
- Ace Fender Bender (laranja)
- Berry Jars 'N' Jam (magenta)
- Sunny Side Up (laranja)
- Forest Evergreen (marrom)

## Dublagem
| Personagem             | Dublagem         | Dublagem                                            | Dublagem                                                |
| ---------------------- | ---------------- | --------------------------------------------------- | ------------------------------------------------------- |
| Rosy Bumps 'N' Bruises | Diana Kaarina    | Natália Ruggiero                                    | Vânia Blubird                                           |
| Spot Splatter Splash   | Sabrina Pitre    | Amanda Tavares                                      | Joana Carvalho                                          |
| Jewel Sparkles         | Kazumi Evans     | Jéssica Cardia (falando) Carina Mennitto (cantando) | Maria Teresa Barbosa (falando) Vânia Blubird (cantando) |
| Storm E. Sky           | Mariee Devereux  | Amanda Moreira (falando) Helena Martins (cantando)  | Isabel Nunes (falando) Helena Neto (cantando)           |
| Crumbs Sugar Cookie    | Jocelyne Loewen  | Lúcia Macedo                                        | Joana Africano                                          |
| Dot Starlight          | Maryke Hendrikse | Raissa Bueno                                        | Isabel Queirós                                          |
| Ace Fender Bender      | Matt Hill        | Rafael Quelle                                       | Tiago Araújo                                            |
| Berry Jars 'N' Jam     |                  |                                                     | Zélia Santos                                            |
| Sunny Side Up          |                  | Ana Carolina Lotto                                  | Teresa Arcanjo                                          |
| Forest Evergreen       |                  |                                                     | Pedro Manana                                            |

| Créditos da dublagem | Brasil         | Portugal        |
| -------------------- | -------------- | --------------- |
| Tradução             | Giuliano Frade | Cláudia Pereira |
| Direção de dublagem  | Luiz Nunes     | Zélia Santos    |

## Episódios
| #   | Títulos                                                                              | Dirigido por | Escrito por                   | Estreia               |
| --- | ------------------------------------------------------------------------------------ | ------------ | ----------------------------- | --------------------- |
| 1a  | "Storm E Sky à Frente (BR)" Storm E Sky's Ahead"                                     | Andrew Young | Ann Austen                    | 10 de janeiro de 2017 |
| 1b  | "Storm E Chega (BR)" Storm E Rolls In"                                               | Andrew Young | Ann Austen e Chara Campanella | 10 de janeiro de 2017 |
| 2a  | "Spot de Cabelo Bonito (BR)" Spot's Good Hair Day"                                   | Andrew Young | Ann Austen                    | 10 de janeiro de 2017 |
| 2b  | "Jewel Faz um Bolo (BR)" Jewel Bakes a Cake"                                         | Andrew Young | Dean Stefan                   | 10 de janeiro de 2017 |
| 3a  | "A Colher Perfeita de Crumb (BR)" Crumbs' Perfect Spoon"                             | Andrew Young | Kati Rocky                    | 10 de janeiro de 2017 |
| 3b  | "Rosy Precisa de um Abraço (BR)" Rosy Needs a Hug"                                   | Andrew Young | Jeff Goode                    | 10 de janeiro de 2017 |
| 4a  | "Spot Fica Prestativo (BR)" Spot Gets Helpful"                                       | Andrew Young | Chara Campanella              | 10 de janeiro de 2017 |
| 4b  | "O Chá Sossegado de Rosy (BR)" Rosy's Quiet Tea"                                     | Andrew Young | Obie Scott Wade               | 10 de janeiro de 2017 |
| 5a  | "O Vestido de Biscoito de Crumb (BR)" Crumbs' Cookie Dress"                          | Andrew Young | Kati Rocky                    | 10 de janeiro de 2017 |
| 5b  | "O Feriado de Storm E (BR)" A Storm E Holiday"                                       | Andrew Young | Jeff Goode                    | 10 de janeiro de 2017 |
| 6a  | "Storm E Canta com Vontade (BR)" Storm E Sings Up a Storm"                           | Andrew Young | Dean Stefan                   | 10 de janeiro de 2017 |
| 6b  | "Spot dá Uma de Cupido (BR)" Spot Plays Matchmaker"                                  | Andrew Young | Ann Austen                    | 10 de janeiro de 2017 |
| 7a  | "Forest Encontra um Perdido (BR)" Forest Finds a Stray"                              | Andrew Young | Ann Austen                    | 10 de janeiro de 2017 |
| 7b  | "As Aventuras de Jewel como Babá de Animais (BR)" Jewel's Adventures in Pet Sitting" | Andrew Young | Ann Austen e Obie Scott Wade  | 10 de janeiro de 2017 |
| 8a  | "Não dê Biscoito ao Mouse (BR)" Don't Give Mouse a Cookie"                           | Andrew Young | Chara Campanella              | 10 de janeiro de 2017 |
| 8b  | "O Problemão de Berry (BR)" Berry Big Problem"                                       | Andrew Young | Kati Rocky                    | 10 de janeiro de 2017 |
| 9a  | "Storm E Descansa (BR)" Storm E Takes a Break"                                       | Andrew Young | Dean Stefan                   | 10 de janeiro de 2017 |
| 9b  | "A Transformação de Jewel (BR)" Jewel's Unexpected Makeover"                         | Andrew Young | Dean Stefan                   | 10 de janeiro de 2017 |
| 10a | "Dot vê Estrelas (BR)" Dot Sees Stars"                                               | Andrew Young | Ann Austen e Irene Sherman    | 10 de janeiro de 2017 |
| 10b | "Storm E sente saudade (BR)" Storm E Gets Homesick"                                  | Andrew Young | Dean Stefan                   | 10 de janeiro de 2017 |
| 11a | "Jewel Salva Spot (BR)" Jewel Saves Spot"                                            | Andrew Young | Chara Campanella              | 10 de janeiro de 2017 |
| 11b | "A Calmaria Antes de Storm E (BR)" Calm Before the Storm E"                          | Andrew Young | Kati Rocky                    | 10 de janeiro de 2017 |
| 12a | "A Tempestade de Dot (BR)" Dot's Big Storm"                                          | Andrew Young | Eric Lewald e Julia Lewald    | 10 de janeiro de 2017 |
| 12b | "Storm E Arruma as Malas (BR)" Storm E Packs Her Bags"                               | Andrew Young | Denise Downer                 | 10 de janeiro de 2017 |
| 13a | "Cat e Cat Estão Perdidos (BR)" Cat and Cat Are Lost"                                | Andrew Young | Dean Stefan                   | 10 de janeiro de 2017 |
| 13b | "A Chegada de Storm E Sky (BR)" Storm E Sky's Arrive"                                | Andrew Young | Ann Austen e Irene Sherman    | 10 de janeiro de 2017 |